# Nervo peroneo comune
Il nervo peroneo comune o peroniero comune o fibulare comune è un nervo dell'arto inferiore, situato prevalentemente nella zona superolaterale della gamba. È la ramificazione meno voluminosa del nervo ischiatico, per quanto non condivida fibre assoniche con il nervo tibiale fin dall'origine di questi nervi dal plesso sacrale. La separazione definitiva dei due rami terminali del nervo ischiatico avviene comunemente nella regione della coscia, con l'effetto che nel cavo popliteo, formazione fasciale situata posteriormente al ginocchio, il peroneo comune sia già evidentemente distinto dal tibiale, assumendo anche la definizione di nervo sciatico popliteo esterno, o SPE in abbreviazione, per la sua posizione laterale.

## Origine
Il plesso sacrale (rami anteriori dei nervi spinali dalla parte inferiore di L4 a quella superiore di S4) è situato nella cavità della piccola pelvi e ha come ramo terminale il nervo ischiatico, che racchiude già separate le fibre tibiali da quelle del peroneo comune, che provengono dalla divisione posteriore dei rami anteriori di L4, L5, S1 e S2.
Normalmente il nervo ischiatico si immette nella coscia attraversando il canale sottopiriforme del grande forame ischiatico e prosegue il suo percorso in direzione posteriore con andamento leggermente mediale, che lo porta all'apice del triangolo superiore del cavo popliteo, dove si divide definitivamente nel nervo tibiale e in quello peroneo comune. Non di rado la ramificazione terminale del nervo ischiatico si verifica prima, fino alla metà della coscia.
In una configurazione anatomica meno frequente, il nervo peroneo comune non si unisce nemmeno al tibiale all'origine, dopo il plesso sacrale, e mentre quest'ultimo mantiene il tragitto normale, le fibre fibulari passano qualche centimetro sopra, perforando il muscolo piriforme per immettersi nella coscia.

## Decorso
Il nervo peroneo comune diverge nettamente dal nervo tibiale nella zona del cavo popliteo, fino a raggiungere il margine laterale nella porzione superiore della gamba. Aggira l'epifisi prossimale, o testa, della fibula, nel discendere affiancando il tendine distale del bicipite femorale e la porzione superiore del muscolo tibiale anteriore. Dopo aver superato in un'apertura della fascia di rivestimento di tale muscolo, spunta nella porzione anterolaterale della gamba e si divide nei suoi due rami terminali, il nervo peroneo superficiale e il peroneo profondo, a livello del collo della fibula.

## Innervazione motoria
Nel suo percorso non innerva, con suoi rami collaterali, alcun muscolo (a parte il peroneo profondo che innerva il muscolo tibiale anteriore) e le sue branche terminali ricevono le stesse fibre motorie che possedeva al momento della biforcazione del nervo ischiatico. Queste fibre sono destinate, a partire alle ramificazioni peronee superficiali e profonde, alla loggia laterale e anteriore della gamba, nonché ai muscoli estensori intrinseci del piede.

## Innervazione sensitiva
Il nervo peroneo comune ha un ruolo meno marginale sotto questo punto di vista. Cede, infatti, fibre sensitive articolari alla porzione anterolaterale della capsula fibrosa del ginocchio e all'intera articolazione tibiofibulare prossimale, da cui inviano stimoli propriocettivi.
Un suo ramo cutaneo raccoglie la sensibilità della parte superiore della gamba, per quanto riguarda i versanti anteriore, laterale e posteriore. Contribuisce, infine, alle fibre del nervo surale, a cui invia una branca anastomotica, che si aggiunge alla componente tibiale di questo nervo. Raccoglie gli stimoli cutanei provenienti dai nervi peronei superficiale e profondo, che convogliano la sensibilità del resto della regione anterolaterale della gamba e di quasi tutto il dorso del piede, fatta esclusione per il V dito.